# The Task: A Poem, in Six Books

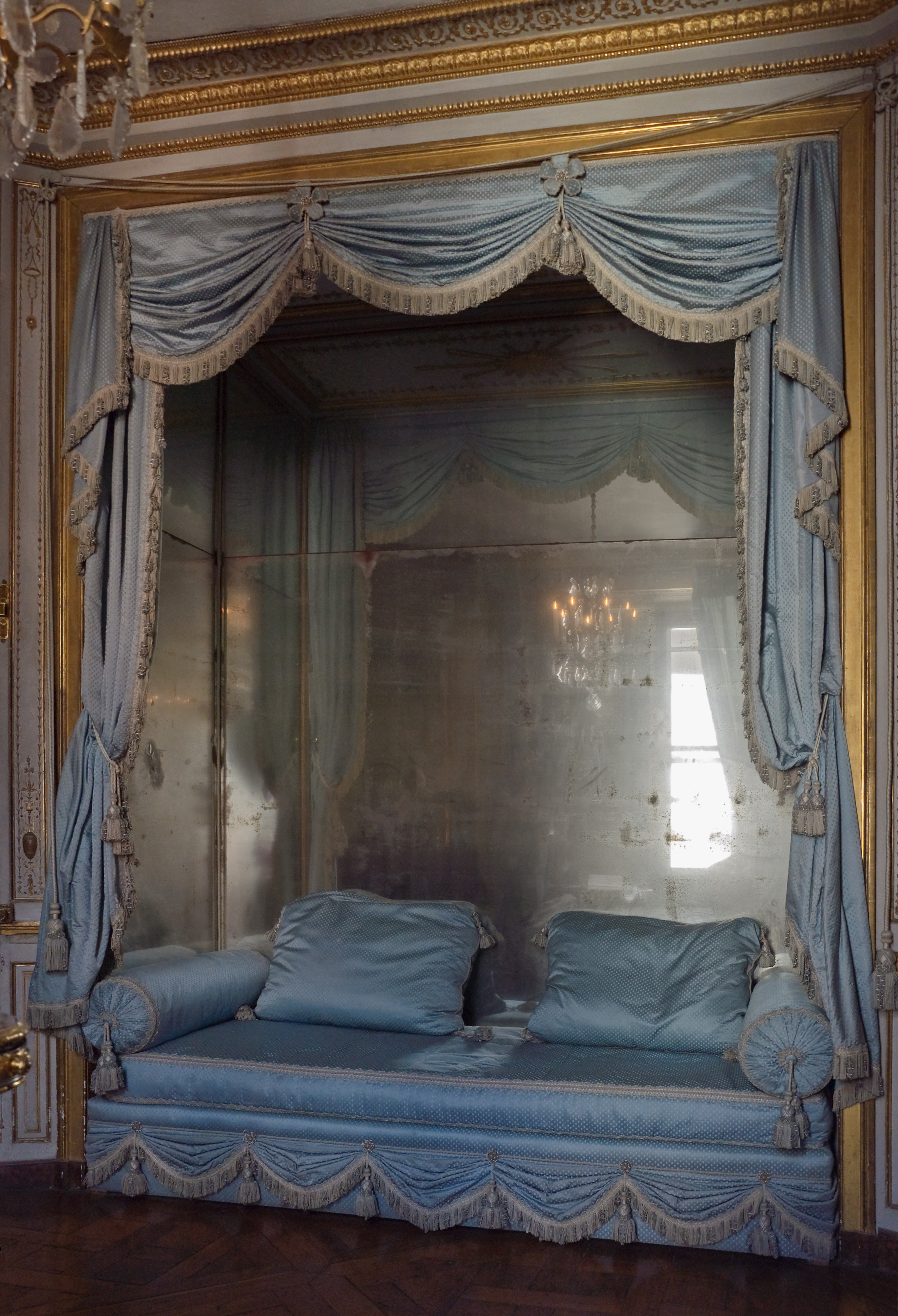
Sofa z XVIII wieku

The Task: A Poem, in Six Books – poemat osiemnastowiecznego angielskiego poety Williama Cowpera, opublikowany w 1785. Tytuł The Task (Zadany temat) wziął się z tego, że pewna dama zażądała od poety napisania dzieła na błahy temat, konkretnie o zwykłej sofie. Rzeczywiście, pierwsza księga poematy nazywa się The Sofa. Poeta jednak odchodzi od lekkiego traktowania dzieła i porusza poważne kwestie religijne. Utwór jest napisany wierszem białym.

I sing the Sofa. I, who lately sang
Truth, Hope, and Charity, and touch'd with awe
The solemn chords, and with a trembling hand,
Escap'd with pain from that advent'rous flight,
Now seek repose upon an humbler theme;
The theme though humble, yet august and proud
Th' occasion ─ for the Fair commands the song.